# Bataille de Lioma
Première Guerre mondiale
La bataille de Lioma se déroule les 30 et 31 août 1918 au Mozambique portugais entre les troupes de l’Empire allemand menées par Paul von Lettow-Vorbeck et les forces britanniques de George Giffard. La bataille prend place à la fin de la campagne d'Afrique de l'Est.
En 1918, les Schutztruppen allemandes sont en manque de ravitaillement et tentent de conquérir la point stratégique qu'est le village de Lioma. Le 30 août vers 16 heures, les troupes germaniques lancent l'assaut sur le camp fortifié britannique et sont repoussés après plusieurs heures de combat. La Schutztruppen bat en retraite et est poursuivie par les troupes britanniques le jour suivant. Elles tentent d'encercler les fuyards mais échouent dans cette tentative, laissant partir le gros de la force allemande.

## Contexte

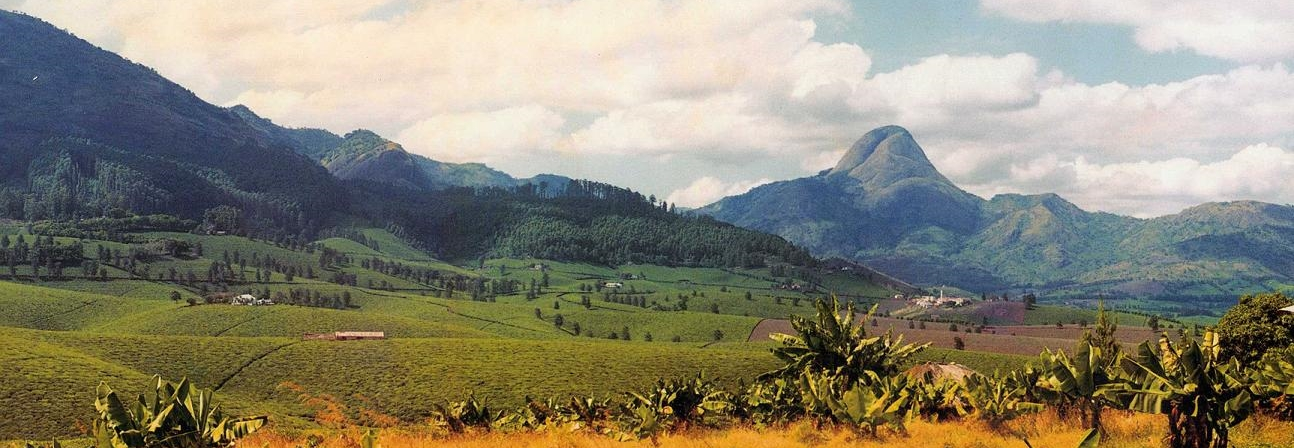
Paysage de Gurué, proche de celui de. Le village est situé dans une vallée, entourée de hautes collines avec des pentes abruptes et des falaises. Au moment de la bataille, les hautes terres autour de Lioma étaient couvertes d'une brousse dense entrecoupée d'arbres, ce qui rendait l'environnement du champ de bataille extrêmement difficile.

Après avoir subi de lourdes pertes tout au long de l'année 1917, et ne pouvant plus tenir l'Afrique orientale allemande, Lettow-Vorbeck décide d'envahir l'Afrique orientale portugaise dans l'espoir d'acquérir suffisamment de matériel pour poursuivre la guerre. Tandis que les troupes allemandes parviennent à trouver de la nourriture en pillant la campagne, les Schutztruppen vainquent les forces coloniales et métropolitaines portugaises à plusieurs reprises, notamment lors de la bataille de Negomano, capturant ainsi de grandes quantités d'armes, de munitions et de fournitures médicales à l'ennemi. L'historien Gregg Adams commente même que les Portugais étaient devenus « les quartiers-maîtres involontaires de la Schutztruppe ». S'avérant incapables de vaincre les forces allemandes, les Britanniques doivent assumer la majeure partie des combats au Mozambique et commencent donc à poursuivre la petite armée de Lettow-Vorbeck à travers la savane africaine.
En août 1918, la Schutztruppe se dirige vers le nord pour retourner en Afrique orientale allemande alors que les Britanniques, sous la direction de Jacob van Deventer, commencent à concentrer leurs forces dans la région de Regone et de Lioma pour tenter d'encercler leur ennemi. Bien que Lettow-Vorbeck reçoive des informations sur les plans britanniques, ses forces ont à nouveau un besoin urgent de ravitaillement, et le village de Regone abrite un important dépôt de vivres. Le commandant allemand planifie donc un assaut rapide contre le village vulnérable afin de s'emparer du plus grand nombre possible de provisions. La vitesse d'exécution est cruciale pour ce plan, car Lettow-Vorbeck doit devancer les Britanniques avant qu'ils ne puissent renforcer Regone ou le rattraper. Mais au contraire, le terrain accidenté, la pluie et le brouillard entravent et retardent la Schutztruppe, de sorte que, lorsqu'elle atteint Regone le 26 août, les Britanniques l’ont déjà fortifiée et renforcée. À ce stade, les Allemands ne peuvent prendre Regone qu’au prix d’un siège prolongé, si bien que Lettow-Vorbeck décide d’annuler l’attaque. Ses forces contournent alors le bourg et commencent à marcher vers Lioma, un autre lieu de ravitaillement, . Durant leur trajet, les tirailleurs britanniques harcèlent les forces allemandes en approche, le 1e KAR, sous les ordres du major Alexander Charles Masters, se retranche à Lioma. Ils forment un périmètre défensif au sud du village, et trois petits avant-postes de section sont également installés à l’ouest, à l’est et au sud de leurs positions. Ainsi, la garnison de Lioma attend la Schutztruppe, qui arrive dans la région le 30 août.

## Forces en présence

### Allemandes

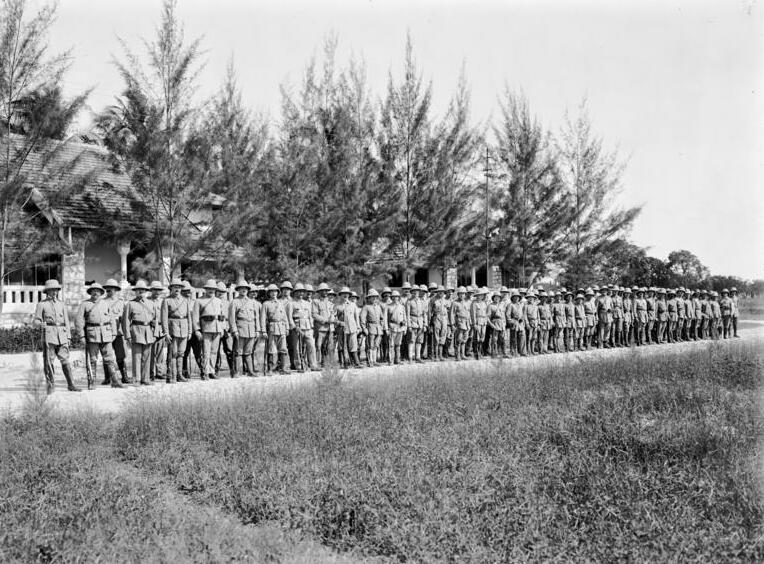
Contingent de volontaires Schutztruppen en 1914

En 1918, la Schutztruppe, autrefois puissante et résistante avec succès aux Alliés depuis quatre ans, est désormais très affaiblie et épuisée. Sur un effectif maximal d’environ 15 000 soldats en 1916, il n’en reste plus qu’environ 1 600 en état de combattre. De nombreux soldats africains comme européens ont déserté ou se sont rendus, les Alliés ayant envahi leurs régions d’origine en Afrique orientale allemande. Les soldes ne sont plus versées, et la vie dans l’armée devient de plus en plus dure et brutale. Beaucoup de soldats ne sont plus en mesure de se battre à cause des pénuries alimentaires extrêmes et des maladies qui frappent la Schutztruppe. Chassée de son territoire et incapable de recruter ou de former régulièrement de nouveaux soldats, l’armée souffre de graves pénuries d'effectifs parmi les simples soldats, tandis que les officiers et les sous-officiers deviennent irremplaçables. Le seul moyen pour les Allemands de remédier à la pénurie de main-d'œuvre au sein de l'infanterie était d'enrôler les habitants du Mozambique, peu fiables, ou d'armer les porteurs venus d'Afrique orientale allemande avec la Schutztruppe. Ces derniers, principalement des Wamanyema  et des Wasukuma, se sont révélés loyaux et fiables tout au long de la campagne.Tout ceci pose un problème majeur, car la capacité de la Schutztruppe à fonctionner comme une force de combat cohérente et efficace repose en grande partie sur le l'expérience et la compétence de son commandement. En effet, les officiers européens et autochtones de la Schutztruppe étaient généralement des vétérans bien entraînés, qui devaient donner l'exemple sur la ligne de front. Si ce comportement leur a permis de gagner la loyauté de leurs soldats, les officiers et sous-officiers de la Schutztruppe ont également subi de lourdes pertes. En conséquence, Lettow-Vorbeck tente de les préserver autant que possible pendant la campagne du Mozambique, même s'il se heurte régulièrement à ses subordonnés en raison de son comportement et de ses tactiques souvent impitoyables.
Néanmoins, la plupart des soldats noirs qui ont déjà servi avant la guerre restent fidèles à Lettow-Vorbeck, et leur esprit combatif ainsi que leur moral demeurent largement inébranlables. Bien qu’ils souffrent d’épuisement, d’un approvisionnement insuffisant, de la faim, d’une chaleur ou d’un froid excessifs, et d’un adversaire de plus en plus expérimenté et obstiné. Durant les combats en Afrique orientale portugaise, ces cadres refusent d’abandonner, que ce soit par loyauté envers leurs camarades, par intérêt économique personnel, par désir de vengeance ou par simple volonté de survivre. Endurcis au combat, expérimentés dans la guerre de brousse mobile et dotés d’un fort esprit de corps après des années de guerre, ils forment toujours une force avec laquelle il faut compter. Lettow-Vorbeck lui-même juge, après la bataille de Lioma, que ses hommes se sont battus « brillamment » face à l’adversité.
La volonté seule ne peut cependant pas remplacer des approvisionnements et des renforts adéquats, si bien que la puissance de combat effective de la Schutztruppe diminue encore en 1918. Les Allemands ne peuvent plus affronter de front des formations ennemies puissantes sans risquer leur propre destruction.

### Britanniques
Les soldats britanniques qui font face à la Schutztruppe à Lioma appartiennent aux King's African Rifles (abrégé KAR), une branche longtemps négligée des forces coloniales britanniques. Après avoir prouvé qu’ils comptent parmi les adversaires les plus redoutables de la Schutztruppe, les KAR sont radicalement élargis, renforcés et réorganisés après 1915. Leurs tactiques et stratégies s’adaptent à la guerre de brousse mobile menée par les Allemands, et un meilleur équipement ainsi qu’un armement plus performant sont fournis aux askaris britanniques. Contrairement à l'ennemi dont les capacités de ravitaillement et de recrutement se dégradent au fil du conflit, les KAR peuvent renouveler leurs effectifs. Toutefois, cette expansion massive implique que la plupart des troupes sont de nouvelles recrues, donc moins expérimentées que la Schutztruppe aguerrie. À Lioma, par exemple, le 1ᵉ KAR se compose principalement de recrues originaires du Nyassaland. Par ailleurs, la qualité médiocre, voire l’inexistence des routes au Mozambique entrave fortement le ravitaillement des nombreux soldats des KAR qui poursuivent la petite Schutztruppe. En conséquence, aussi bien les officiers britanniques que les askaris doivent vivre sur les ressources locales et se retrouvent, tout comme leurs homologues allemands, souvent proches de la famine. Malgré ces conditions défavorables, les soldats indigènes britanniques se révèlent généralement tenaces et très compétents au combat, motivés par diverses raisons, dont la plupart s'enracinent dans des conceptions de la loyauté et dans leurs salaires relativement élevés, . Les officiers et sous-officiers, blancs comme noirs, des KAR montrent l’exemple et, comme leurs homologues de la Schutztruppe, subissent de lourdes pertes. Cependant, les nouveaux officiers blancs britanniques ne parlent souvent pas le swahili, ce qui gêne la communication avec leurs hommes.
L’un des commandants britanniques les plus importants lors des opérations au Mozambique est le lieutenant-colonel George Giffard. À la tête d’une brigade chargée spécifiquement de localiser et de détruire les dernières troupes de Lettow-Vorbeck, il est tenu en haute estime par ses propres soldats et respecté par les Allemands. Ses troupes viendront relever la garnison de Lioma au deuxième jour de la bataille.

## Bataille

### Début des hostilités à Lioma (30 août)

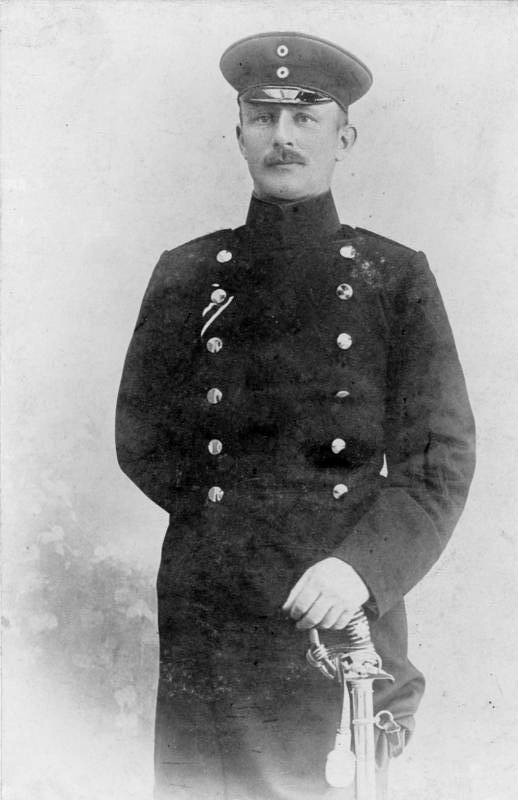
Paul von Lettow-Vorbeck, commandant en chef des Schutztruppen, en 1904.

La Schutztruppe arrive dans la région entourant Lioma le 30 août. Les forces britanniques présentes sur place ont repéré l’approche allemande quelques heures avant son arrivée, ce qui leur permet de renforcer leurs défenses en conséquence. En effet, alors que les colonnes allemandes (Abteilungen) progressent vers le village, l’une des unités de renfort, le 3/2ᵉ KAR commandé par le lieutenant-colonel Charles George Phillips, arrive vers midi et se déploie au nord-est de la position principale du 1ᵉ KAR à Lioma.
Pendant que le bataillon nouvellement arrivé prend position, l’avant-garde de la Schutztruppe, formée par l’Abteilungen Müller, entre en contact avec une section détachée britannique à l’est de Lioma. Il en résulte un premier accrochage, à la suite duquel les éléments avancés de l’Abt Müller se replient vers le sud. Lorsque Lettow-Vorbeck apprend l’existence de cette fusillade, il évalue à tort que les Britanniques n’ont pas encore fortifié leurs positions, en se fondant sur la faiblesse apparente du poste avancé rencontré. Croyant ces positions encore vulnérables, il ordonne à l’Abt Göring et à l’Abt Müller de prendre à revers la position principale du 1/1ᵉ KAR, tandis que l’Abt Poppe est envoyé attaquer le poste avancé britannique, qu’il submerge vers 14h30. Une tentative britannique pour dégager la section détachée échoue, bien que le Hauptmann Poppe est grièvement blessé lors de la contre-attaque. En raison du mouvement d’encerclement allemand, la communication entre le 1ᵉ et le 3/2ᵉ KAR est rompue.
Vers 16h30, les Allemands lancent leur assaut principal contre la position principale du 1ᵉ KAR avec environ 1 000 hommes et 30 mitrailleuses. L’attaque commence par une offensive de l’Abt Müller depuis l’est et le nord, suivie par celle de l’Abt Poppe depuis le sud. Simultanément, le 3/2ᵉ KAR lance plusieurs contre-attaques contre les Allemands, capture les bagages et les munitions de réserve de l’Abt Müller, et bloque la tentative de flanc de l’Abt Göring contre le 1ᵉ KAR. Incapable de progresser davantage, le Hauptmann Karl Göring ordonne à une partie de ses troupes de s’opposer au 3/2ᵉ KAR, tandis que le reste attaque à l'ouest du 1ᵉ KAR.
Les assauts allemands, vigoureux et oppressants, mettent en déroute les porteurs du 1/1 KAR et infligent de nombreuses pertes, y compris parmi les officiers supérieurs du bataillon, dont plusieurs sont tués ou blessés. Le major Masters doit être remplacé par le capitaine Stanley Conway John au commandement du 1ᵉ KAR. Néanmoins, les askaris du tiennent bon et font preuve, selon les rapports, d’une « excellente » précision de tir. Un petit groupe allemand parvient même à pénétrer dans l’angle nord-ouest du carré défensif britannique, mais est rapidement éliminé. La Schutztruppe poursuit ses attaques jusqu’à 22h30, heure à laquelle les pertes obligent Göring à conclure qu’il est inutile de poursuivre l’engagement. Il ordonne alors le repli. Les unités allemandes se retirent ensuite vers le sud pour rejoindre le reste de leurs forces.

### Retraite des Schutztruppen (31 août)

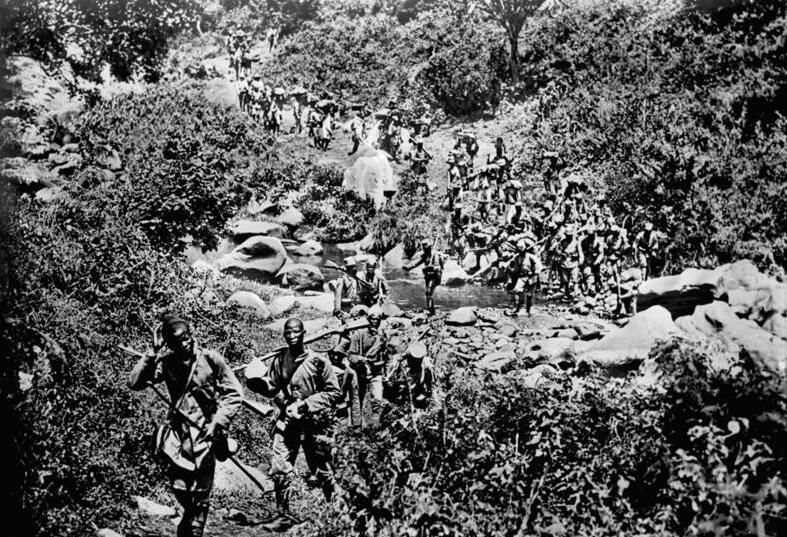
Des Schutztruppen évoluant en terrain accidenté, en 1914

Au cours de la nuit du 30 au 31, Lettow-Vorbeck décide, après une longue réflexion, que le meilleur moyen de fuir les forces britanniques étaient de s’échapper vers l’est. La possibilité de continuer le combat fut rapidement écartée car l’état-major allemand savait que ses hommes avaient besoin de répit, et que des renforts ennemies convergeaient vers lui. Pendant ce temps, le 2e KAR se déplace également vers l’est, pour barrer le chemin d’un éventuel franchissement allemand du Nalume, une rivière relativement large dont le passage est compromis sans pond. De plus, trois bataillons britanniques se trouvent dans les environs de Lioma, ce qui fait au total quatre bataillons contre un seul germanique. Le lieutenant-colonel George Giffard, qui vient de prendre éle commandement des forces britanniques, voient dans les manœuvres ennemis une faille qui permettrait de les encercler.
Après s’être regroupées durant la nuit, les forces allemands débutent leur marche à 9 heures du matin en direction du nord-est. Afin d’accélérer leur progression, ils choisissent de laisser derrière eux les prisonniers et blessés. Ils seront capturés par les Britanniques. L’avant-garde est composée des soldats de Müller et Göring tandis que la force principale est menée par Kurt Wahle (en). Stemmermann est chargé de l’arrière-garde alors que Lettow-Vorbeck marche librement entre toutes ces forces pour superviser le tout. Quant à eux, les Britanniques ne parviennent pas à obtenir de renseignements durant la nuit et le matin sur les positions ennemies, et sont informés de la mise en marche allemande seulement à 10 heures. Giffard réagit directement en déplacement ses divisions de façon à encercler les troupes germaniques. 2 heures plus tard, deux compagnies britanniques font face à l’avant-garde allemande et s’engagé alors un affrontement opiniâtre, bien qu’aucun des belligérants ne prend l’avantage sur l’autre. Parallèlement, le gros des troupes allemandes subit une offensive d’un bataillon britannique, qui tente de tuer les porteurs ennemis pour supprimer le ravitaillement à Lettow-Verbock. Mais, le colonel allemand manœuvre habillement à travers la brousse et les colonisés et parvient à totalement s’extraire de la pression britannique. Vers 14h30, c’est l’arrière-garde qui est attaquée par quelques soldats alliés. Stemmermann est contraint de s’arrêter dans son avancée et abandonner Wahle, laissant ses forces arrières sans protection. À ce moment, une nouvelle offensive britannique a lieu sur les forces principales allemandes. Par chance, Lettow-Vorbecke avait ordonné quelques minutes auparavant la retraite de ses hommes, cette acrobatie permet de sauver ses troupes d’un encerclement total. En effet, son avant et arrière-garde étaient bloqués au nord et au sud tandis que l’est était gardé par un bataillon ennemi.
Alors que les Alliés disposaient d’une occasion de détruire totalement les Schutztruppen encore en vie, les faux renseignements transmis par les prisonniers allemands découragent les soldats britanniques qui, croyant avoir affaire à une force supérieure en nombre, décide d’arrêter la poursuite. À 17 heures, après s’être rassemblés, les Britanniques reprennent leur marche mais il est trop tard pour rattraper Lettow-Verbock qui s’est finalement échappé au nord. Dans la nuit, les survivants allemands parvient à se regrouper.

## Conséquences
Bien que les Britanniques échouent à anéantir définitivement la Schutztruppe, ils infligent de lourdes pertes aux Allemands, même si le nombre exact de victimes fait débat. Lettow-Vorbeck affirme avoir perdu 29 tués, 27 blessés, 34 disparus et 5 capturés, tandis que les Britanniques estiment les pertes ennemies à environ 222 hommes tués, portés disparus ou capturés. Ces divergences peuvent s’expliquer par le fait que les Allemands ne prennent pas en compte certaines catégories de non-combattants, comme le personnel médical. Quoi qu’il en soit, plusieurs officiers supérieurs et sous-officiers expérimentés de la Schutztruppe, sont tués, capturés ou blessés, ce qui constitue un réel coup dur.
Les Allemands échouent également à s’emparer de Lioma et ne parviennent donc pas à reconstituer leurs réserves. À la place, ils perdent 50 000 cartouches, des stocks médicaux cruciaux et environ 200 porteurs, dispersés au cours de la bataille. L’historien Miller juge que « les Allemands ont été plus qu’ébranlés à Lioma ; sans le désordre quasi total et la confusion [des deux camps] qui a marqué ces deux jours de combats, ils auraient été anéantis ». Edward Paice qualifie la bataille de Lioma d’« échappée belle » pour les Allemands. Si l’on y ajoute les pertes subies lors de la bataille de Pere Hills, autre épisode survenu peu après Lioma, les forces de Lettow-Vorbeck perdent 15% de leur capacité de combat. Beaucoup de blessés à Lioma ne récupèrent jamais suffisamment pour retourner au combat, parmi eux Karl Göring.
Par ailleurs, une épidémie éclate dans la Schutztruppe en septembre 1918, réduisant encore les effectifs allemands et sapant leur moral. Nombre de survivants allemands blancs commencent alors à remettre en question la volonté de Lettow-Vorbeck de continuer à se battre pour ce qu’ils considèrent comme une cause perdue. Néanmoins, la Schutztruppe ne se rend pas et reprend sa marche vers le nord. Après la bataille de Pere Hills, elle parcourt la distance restante jusqu’à l’Afrique orientale allemande, en grande partie sans opposition, et, bien que très diminuée en hommes et en moyens, elle reste active jusqu’à la fin de la guerre.
Le lieutenant-colonel Giffard attribue par la suite l’échec de l’encerclement des Allemands aux difficultés de communication entre les unités britanniques et au manque d’informations fiables sur les mouvements ennemis. Les pertes britanniques à Lioma restent peu documentées ; on sait seulement que le 1ᵉ KAR enregistre 32 tués, 59 blessés et 15 disparus. Après la bataille, quatre Distinguished Conduct Medal sont décernées à des Européens, et sept African Distinguished Conduct Medals à des soldats africains des 1ᵉ et 2ᵉ KAR pour leur bravoure. La Distinguished Service Order est attribuée aux commandants du 1ᵉ KAR (Alexander Charles Masters), du 2ᵉ KAR (Edward Beckford Bevan) et du 3/2ᵉ KAR (Charles George Phillips).